# Cayuco

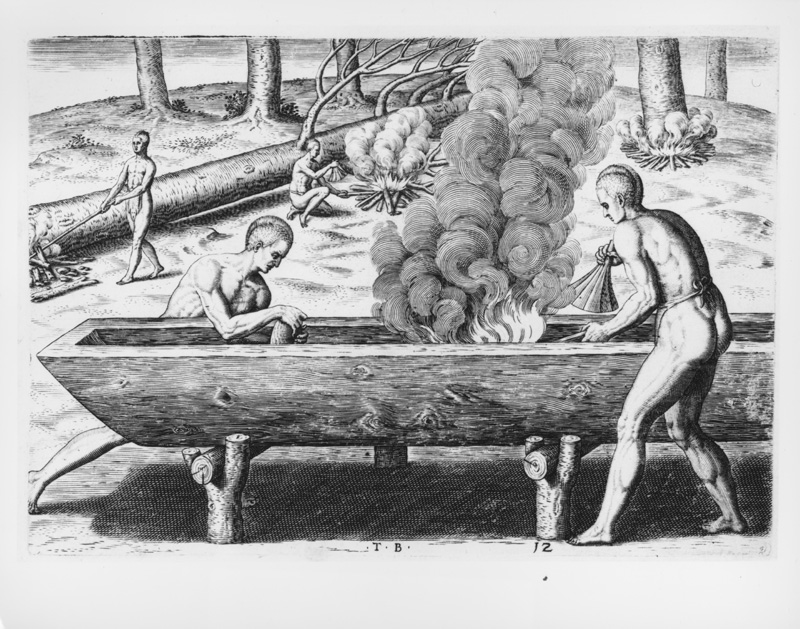
Grabado del proceso de fabricación de un cayuco.

Un cayuco es una canoa de fondo plano construida por el vaciado de un tronco de árbol, a veces un tronco de palmera, normalmente una frondosa y de madera blanda como la Ceiba. Su nombre deriva de la palabra cayo.

## Características
El vaciado puede ser por herramientas metálicas o de piedras en forma de hacha, machete, azada, azadín... o ayudándose mediante hogueras que carbonizan el interior del tronco y teas para los costados y fondo exterior, e igualándolo con herramientas. 
Por extensión se llaman cayucos a otras embarcaciones de fondo plano y estrechas en comparación con su longitud. 

## Uso en inmigración
Los cayucos (y las pateras) son famosos en España por ser mencionados en los medios de comunicación, pues reciben ese nombre las diversas embarcaciones utilizadas por los inmigrantes irregulares africanos para intentar entrar en Europa a través del  mar Mediterráneo, sea por el Estrecho de Gibraltar desde Marruecos, o por Pantelaria desde Túnez. O a través del océano Atlántico (una ruta un 55% más peligrosa y mortífera), para intentar llegar por allí a Fuerteventura desde Marruecos y Sáhara, o hasta Cabo Verde por la isla de Boa Vista, desde Senegal o Mauritania.   
Cada una de esas embarcaciones es ocupada o sobrecargada por entre 20 y 45 personas. Sus ocupantes mueren frecuentemente, por ser barcos demasiado frágiles o pequeños para un viaje por mar abierto.  La aparición de teléfonos móviles con GPS y los teléfonos móviles de tipo satélital (de mayor alcance que los normales), ha permitido aumentar las posibilidades de supervivencia, pues permiten llamar a través del satélite incluso estando en el mar a larga distancia de la costa, para así pedir ayuda.
Y cualquier intento fallido de atravesar el mar en alguna embarcación puede terminar en ahogamiento (con las mismas características que en otros ahogamientos acerca de la prevención y el salvamento de víctimas en ahogamientos).